# Mistrovství světa v házené mužů 2021
27. mistrovství světa v házené mužů se konalo v lednu 2021 v Egyptě. Mistrovský titul vybojovali házenkáři Dánska.
Z důvodu probíhající pandemie nemoci Covid-19 se mistrovství světa hrálo bez diváků na stadionech.

## Herní systém
Týmy byly rozlosovány do 8 skupin po 4, kde z každé skupiny postupili 3 nejlepší. Poté se rozděly do 4 skupin po 6 týmech, odkud postoupily pouze 2 týmy z každé skupiny. Ty postoupily do čtvrtfinále, kde se hrál klasický systém playoff. Finále se odehrálo 31.01.2021.

## Týmy podle světadílů
Afrika
- Egypt (pořádající země)
- Kapverdy – museli odstoupit z turnaje po prvním utkání, kvůli nedostatku hráčů kvůli nákaze covidem 19.
- Tunisko
- Angola
- Demokratická republika Kongo
- Alžírsko
- Maroko

Asie
- Jižní Korea
- Bahrajn
- Japonsko
- Katar

Jižní Amerika
- Uruguay
- Brazílie
- Argentina
- Chile

Severní Amerika
- USA – museli odstoupit kvůli četné nákaze covidem 19.

Evropa
- Maďarsko
- Německo
- Španělsko
- Polsko
- Chorvatsko
- Dánsko
- Francie
- Norsko
- Švýcarsko
- Rakousko
- Portugalsko
- Island
- Švédsko
- Severní Makedonie
- Ruská házenkářská federace
- Bělorusko
- Slovinsko
- Česko – museli odstoupit před šampionátem kvůli početné nákaze covidem 19.

## Místo konání
| Káhira                             | New Administrative Capital | Borg El Arab             | Město 6. října                  |
| ---------------------------------- | -------------------------- | ------------------------ | ------------------------------- |
| Cairo Stadium Indoor Halls Complex | New Capital Sports Hall    | Borg El Arab Sports Hall | Dr. Hassan Moustafa Sports Hall |
| Kapacita: 17 000                   | Kapacita: 7 500            | Kapacita: 5 000          | Kapacita: 4 500                 |
|                                    |                            |                          |                                 |

## Výsledky a tabulky

### Základní skupiny

#### Skupina A
|    |          | HUN   | GER   | URU   | CAP   | V | R | P | Skóre  | B |
| 1. | Maďarsko | ***   | 29:28 | 44:18 | 34:27 | 3 | 0 | 0 | 107:73 | 6 |
| 2. | Německo  | 28:29 | ***   | 43:14 | 10:0  | 2 | 0 | 1 | 81:43  | 4 |
| 3. | Uruguay  | 18:44 | 14:43 | ***   | 10:0  | 1 | 0 | 2 | 42:87  | 2 |
| 4. | Kapverdy | 27:34 | 0:10  | 0:10  | ***   | 0 | 0 | 3 | 27:54  | 0 |

Zápasy
| 15. ledna 2021 18:00 | Německo          | 43-14  | Uruguay            | Dr Hassan Moustafa Sports Hall Gíza Rozhodčí: Lopez, Lenci (ARG) |
| 15. ledna 2021 18:00 | Timo Kastening 9 | (16-4) | Diego Morandeira 4 | Dr Hassan Moustafa Sports Hall Gíza Rozhodčí: Lopez, Lenci (ARG) |
| 15. ledna 2021 18:00 | 4×               | Report | 2× 1×              | Dr Hassan Moustafa Sports Hall Gíza Rozhodčí: Lopez, Lenci (ARG) |

| 15. ledna 2021 20:30 | Maďarsko       | 34-27   | Kapverdy         | Dr Hassan Moustafa Sports Hall Gíza Rozhodčí: Emam, Hedaia (EGY) |
| 15. ledna 2021 20:30 | Gabor Ancsin 7 | (19-14) | Leandro Semedo 6 | Dr Hassan Moustafa Sports Hall Gíza Rozhodčí: Emam, Hedaia (EGY) |
| 15. ledna 2021 20:30 | 6× 1×          | Report  | 4× 1×            | Dr Hassan Moustafa Sports Hall Gíza Rozhodčí: Emam, Hedaia (EGY) |

| 17. ledna 2021 20:30 | Maďarsko        | 44-18  | Uruguay            | Dr Hassan Moustafa Sports Hall Gíza Rozhodčí: Kolahdouzan, Mousavian (IRI) |
| 17. ledna 2021 20:30 | Dominik Mathe 8 | (16-8) | Diego Morandeira 4 | Dr Hassan Moustafa Sports Hall Gíza Rozhodčí: Kolahdouzan, Mousavian (IRI) |
| 17. ledna 2021 20:30 | 3× 2×           | Report | 2×                 | Dr Hassan Moustafa Sports Hall Gíza Rozhodčí: Kolahdouzan, Mousavian (IRI) |

| 19. ledna 2021 20:30 | Německo           | 28-29   | Maďarsko                         | Dr Hassan Moustafa Sports Hall Gíza Rozhodčí: Gubica, Milosevic (CRO) |
| 19. ledna 2021 20:30 | Marcel Schiller 7 | (14-15) | Dominik Mathe 8, Bence Banhidi 8 | Dr Hassan Moustafa Sports Hall Gíza Rozhodčí: Gubica, Milosevic (CRO) |
| 19. ledna 2021 20:30 | 7×                | Report  | 7× 1×                            | Dr Hassan Moustafa Sports Hall Gíza Rozhodčí: Gubica, Milosevic (CRO) |

#### Skupina B
|    |           | ESP   | POL   | BRA   | TUN   | V | R | P | Skóre | B |
| 1. | Španělsko | ***   | 27:26 | 29:29 | 36:30 | 2 | 1 | 0 | 92:85 | 5 |
| 2. | Polsko    | 26:27 | ***   | 33:23 | 30:28 | 2 | 0 | 1 | 89:78 | 4 |
| 3. | Brazílie  | 29:29 | 23:33 | ***   | 32:32 | 0 | 2 | 2 | 84:94 | 2 |
| 4. | Tunisko   | 30:36 | 28:30 | 32:32 | ***   | 0 | 1 | 2 | 90:98 | 1 |

Zápasy
| 15. ledna 2021 18:00 | Španělsko                                                            | 29-29   | Brazílie                           | New Capital Sports Hall Káhira Rozhodčí: Pavicevic, Raznatovic (MNE) |
| 15. ledna 2021 18:00 | Angel Fernandez Perez 4, Ferran Sole Sala 4, Joan Canellas Reixach 4 | (16-13) | Rogerio Moraes 6, Haniel Langaro 6 | New Capital Sports Hall Káhira Rozhodčí: Pavicevic, Raznatovic (MNE) |
| 15. ledna 2021 18:00 | 4×                                                                   | Report  | 6× 1×                              | New Capital Sports Hall Káhira Rozhodčí: Pavicevic, Raznatovic (MNE) |

| 15. ledna 2021 20:30 | Tunisko        | 28-30   | Polsko              | New Capital Sports Hall Káhira Rozhodčí: Nachevski, Nikolov (MKD) |
| 15. ledna 2021 20:30 | Mosbah Sanai 9 | (17-17) | Arkadiusz Moryto 11 | New Capital Sports Hall Káhira Rozhodčí: Nachevski, Nikolov (MKD) |
| 15. ledna 2021 20:30 | 5× 2×          | Report  | 6× 2×               | New Capital Sports Hall Káhira Rozhodčí: Nachevski, Nikolov (MKD) |

| 17. ledna 2021 18:00 | Tunisko                 | 32-32   | Brazílie                              | New Capital Sports Hall Káhira Rozhodčí: Hansen, Madsen (DEN) |
| 17. ledna 2021 18:00 | Mohamed Amine Darmoul 9 | (20-16) | Haniel Langaro 6, Rudolph Hackbarth 6 | New Capital Sports Hall Káhira Rozhodčí: Hansen, Madsen (DEN) |
| 17. ledna 2021 18:00 | 6× 2×                   | Report  | 4×                                    | New Capital Sports Hall Káhira Rozhodčí: Hansen, Madsen (DEN) |

| 17. ledna 2021 20:30 | Polsko         | 26-27   | Španělsko                                                                              | New Capital Sports Hall Káhira Rozhodčí: Horacek, Novotny (CZE) |
| 17. ledna 2021 20:30 | Szymon Sicko 6 | (11-14) | Angel Fernandez Perez 5, Raul Entrerrios Rodriguez 5, Daniel Dujshebaev Dovichebaeva 5 | New Capital Sports Hall Káhira Rozhodčí: Horacek, Novotny (CZE) |
| 17. ledna 2021 20:30 | 6× 1×          | Report  | 2× 1×                                                                                  | New Capital Sports Hall Káhira Rozhodčí: Horacek, Novotny (CZE) |

| 19. ledna 2021 18:00 | Španělsko                | 36-30   | Tunisko                 | New Capital Sports Hall Káhira Rozhodčí: Hansen, Madsen (DEN) |
| 19. ledna 2021 18:00 | Angel Fernandez Perez 10 | (17-14) | Mohamed Amine Darmoul 8 | New Capital Sports Hall Káhira Rozhodčí: Hansen, Madsen (DEN) |
| 19. ledna 2021 18:00 | 5×                       | Report  | 3× 1×                   | New Capital Sports Hall Káhira Rozhodčí: Hansen, Madsen (DEN) |

| 19. ledna 2021 20:30 | Brazílie         | 23-33   | Polsko                             | New Capital Sports Hall Káhira Rozhodčí: Pavicevic, Raznatovic (MNE) |
| 19. ledna 2021 20:30 | Haniel Langaro 4 | (11-13) | Szymon Sicko 6, Arkadiusz Moryto 6 | New Capital Sports Hall Káhira Rozhodčí: Pavicevic, Raznatovic (MNE) |
| 19. ledna 2021 20:30 | 4× 1×            | Report  | 4× 1×                              | New Capital Sports Hall Káhira Rozhodčí: Pavicevic, Raznatovic (MNE) |

#### Skupina C
|    |            | CRO   | QAT   | JAP   | ANG   | V | R | P | Skóre | B |
| 1. | Chorvatsko | ***   | 26:24 | 29:29 | 28:20 | 2 | 1 | 0 | 83:73 | 5 |
| 2. | Katar      | 24:26 | ***   | 31:29 | 30:25 | 2 | 0 | 1 | 85:80 | 4 |
| 3. | Japonsko   | 29:29 | 29:31 | ***   | 30:29 | 1 | 1 | 1 | 88:89 | 3 |
| 4. | Angola     | 20:28 | 25:30 | 29:30 | ***   | 0 | 0 | 3 | 74:88 | 0 |

Zápasy
| 15. ledna 2021 15:30 | Katar          | 30-25   | Angola                     | Handball Hall Borg Al Arab Alexandrie Rozhodčí: Fonseca, Santos (POR) |
| 15. ledna 2021 15:30 | Ahmad Madadi 8 | (14-13) | Adelino Anderson Pestana 6 | Handball Hall Borg Al Arab Alexandrie Rozhodčí: Fonseca, Santos (POR) |
| 15. ledna 2021 15:30 | 6× 1×          | Report  | 4×                         | Handball Hall Borg Al Arab Alexandrie Rozhodčí: Fonseca, Santos (POR) |

| 15. ledna 2021 18:00 | Chorvatsko     | 29-29   | Japonsko                          | Handball Hall Borg Al Arab Alexandrie Rozhodčí: Krichen, Makhlouf (TUN) |
| 15. ledna 2021 18:00 | Marino Maric 7 | (14-17) | Yuto Agarie 5, Rennosuke Tokuda 5 | Handball Hall Borg Al Arab Alexandrie Rozhodčí: Krichen, Makhlouf (TUN) |
| 15. ledna 2021 18:00 | 3× 2×          | Report  | 3× 2×                             | Handball Hall Borg Al Arab Alexandrie Rozhodčí: Krichen, Makhlouf (TUN) |

| 17. ledna 2021 15:30 | Katar            | 31-29   | Japonsko        | Handball Hall Borg Al Arab Alexandrie Rozhodčí: Raluy, Sabroso (ESP) |
| 17. ledna 2021 15:30 | Frankis Marzo 11 | (15-16) | Remi Anri Doi 7 | Handball Hall Borg Al Arab Alexandrie Rozhodčí: Raluy, Sabroso (ESP) |
| 17. ledna 2021 15:30 | 3×               | Report  | 3× 2×           | Handball Hall Borg Al Arab Alexandrie Rozhodčí: Raluy, Sabroso (ESP) |

| 17. ledna 2021 18:00 | Angola                         | 20-28   | Chorvatsko   | Handball Hall Borg Al Arab Alexandrie Rozhodčí: Belkhiri, Hamidi (ALG) |
| 17. ledna 2021 18:00 | Edvaldo L. Da Silva Ferreira 4 | (11-12) | Ivan Cupic 6 | Handball Hall Borg Al Arab Alexandrie Rozhodčí: Belkhiri, Hamidi (ALG) |
| 17. ledna 2021 18:00 | 6× 2×                          | Report  | 6× 3×        | Handball Hall Borg Al Arab Alexandrie Rozhodčí: Belkhiri, Hamidi (ALG) |

| 19. ledna 2021 15:30 | Japonsko       | 30-29   | Angola                      | Handball Hall Borg Al Arab Alexandrie Rozhodčí: Krichen, Makhlouf (TUN) |
| 19. ledna 2021 15:30 | Jin Watanabe 7 | (16-12) | Mario De Jesus Ntida Tati 6 | Handball Hall Borg Al Arab Alexandrie Rozhodčí: Krichen, Makhlouf (TUN) |
| 19. ledna 2021 15:30 | 1×             | Report  | 5×                          | Handball Hall Borg Al Arab Alexandrie Rozhodčí: Krichen, Makhlouf (TUN) |

| 19. ledna 2021 18:00 | Chorvatsko      | 26-24   | Katar           | Handball Hall Borg Al Arab Alexandrie Rozhodčí: Nachevski, Nikolov (MKD) |
| 19. ledna 2021 18:00 | Manuel Strlek 6 | (13-11) | Frankis Marzo 7 | Handball Hall Borg Al Arab Alexandrie Rozhodčí: Nachevski, Nikolov (MKD) |
| 19. ledna 2021 18:00 | 4× 2×           | Report  | 2× 1×           | Handball Hall Borg Al Arab Alexandrie Rozhodčí: Nachevski, Nikolov (MKD) |

#### Skupina D
|    |           | DNK   | ARG   | BHR   | DRC   | V | R | P | Skóre  | B |
| 1. | Dánsko    | ***   | 31:20 | 34:20 | 39:19 | 3 | 0 | 0 | 104:59 | 6 |
| 2. | Argentina | 20:31 | ***   | 24:21 | 28:22 | 2 | 0 | 1 | 72:74  | 4 |
| 3. | Bahrajn   | 20:34 | 21:24 | ***   | 34:27 | 1 | 0 | 2 | 75:85  | 2 |
| 4. | DR Kongo  | 19:39 | 22:28 | 27:34 | ***   | 0 | 0 | 3 | 68:101 | 0 |

Zápasy
| 15. ledna 2021 18:00 | Argentina                                                                | 28-22   | DR Kongo                  | Cairo Stadium Hall 1, Káhira Rozhodčí: Bonaventura, Bonaventura (FRA) |
| 15. ledna 2021 18:00 | Federico Gaston Fernandez 5, Federico Pizarro 5, Diego Esteban Simonet 5 | (13-14) | Johan Kiangebeni Kawola 7 | Cairo Stadium Hall 1, Káhira Rozhodčí: Bonaventura, Bonaventura (FRA) |
| 15. ledna 2021 18:00 | 4× 1×                                                                    | Report  | 2×                        | Cairo Stadium Hall 1, Káhira Rozhodčí: Bonaventura, Bonaventura (FRA) |

| 15. ledna 2021 20:30 | Dánsko            | 34-20   | Bahrajn         | Cairo Stadium Hall 1, Káhira Rozhodčí: Brunner, Salah (SUI) |
| 15. ledna 2021 20:30 | Mathias Gidsel 10 | (19-10) | Mohamed Ahmed 8 | Cairo Stadium Hall 1, Káhira Rozhodčí: Brunner, Salah (SUI) |
| 15. ledna 2021 20:30 | 5×                | Report  | 4× 1×           | Cairo Stadium Hall 1, Káhira Rozhodčí: Brunner, Salah (SUI) |

| 17. ledna 2021 18:00 | Argentina          | 24-21   | Bahrajn         | Cairo Stadium Hall 1, Káhira Rozhodčí: Schulze, Tonnies (GER) |
| 17. ledna 2021 18:00 | Federico Pizarro 6 | (12-10) | Mohamed Ahmed 5 | Cairo Stadium Hall 1, Káhira Rozhodčí: Schulze, Tonnies (GER) |
| 17. ledna 2021 18:00 | 1×                 | Report  | 3× 6×           | Cairo Stadium Hall 1, Káhira Rozhodčí: Schulze, Tonnies (GER) |

| 17. ledna 2021 20:30 | DR Kongo                                            | 19-39   | Dánsko            | Cairo Stadium Hall 1, Káhira Rozhodčí: Brunner, Salah (SUI) |
| 17. ledna 2021 20:30 | Zephyrin Bouity Genese 4, Gauthier Mvumbi Thierry 4 | (10-23) | Johan P. Hansen 8 | Cairo Stadium Hall 1, Káhira Rozhodčí: Brunner, Salah (SUI) |
| 17. ledna 2021 20:30 | 3× 1×                                               | Report  | 1×                | Cairo Stadium Hall 1, Káhira Rozhodčí: Brunner, Salah (SUI) |

| 19. ledna 2021 18:00 | Bahrajn           | 34-27   | DR Kongo                  | Cairo Stadium Hall 1, Káhira Rozhodčí: Jorum, Kleven (NOR) |
| 19. ledna 2021 18:00 | Husain Alsayyad 9 | (14-12) | Johan Kiangebeni Kawola 6 | Cairo Stadium Hall 1, Káhira Rozhodčí: Jorum, Kleven (NOR) |
| 19. ledna 2021 18:00 | 7× 1×             | Report  | 4× 1×                     | Cairo Stadium Hall 1, Káhira Rozhodčí: Jorum, Kleven (NOR) |

| 19. ledna 2021 20:30 | Dánsko          | 31-20   | Argentina             | Cairo Stadium Hall 1, Káhira Rozhodčí: Bonaventura, Bonaventura (FRA) |
| 19. ledna 2021 20:30 | Mikkel Hansen 7 | (15-10) | Pedro Martinez Cami 6 | Cairo Stadium Hall 1, Káhira Rozhodčí: Bonaventura, Bonaventura (FRA) |
| 19. ledna 2021 20:30 | 3× 1×           | Report  | 6× 3× 1×              | Cairo Stadium Hall 1, Káhira Rozhodčí: Bonaventura, Bonaventura (FRA) |

#### Skupina E
|    |           | FRA   | NOR   | SUI   | AUS   | V | R | P | Skóre  | B |
| 1. | Francie   | ***   | 28:24 | 25:24 | 35:28 | 3 | 0 | 0 | 88:76  | 6 |
| 2. | Norsko    | 24:28 | ***   | 31:25 | 38:29 | 2 | 0 | 1 | 93:82  | 4 |
| 3. | Švýcarsko | 24:25 | 25:31 | ***   | 28:25 | 1 | 0 | 2 | 77:81  | 2 |
| 4. | Rakousko  | 28:35 | 29:38 | 25:28 | ***   | 0 | 0 | 3 | 82:101 | 0 |

Zápasy
| 14. ledna 2021 18:00 | Rakousko       | 25-28   | Švýcarsko     | Dr. Hassan Moustafa Sports Hall, Gíza Rozhodčí: Kolahdouzan, Mousavian (IRI) |
| 14. ledna 2021 18:00 | Robert Weber 7 | (13-13) | Andy Schmid 7 | Dr. Hassan Moustafa Sports Hall, Gíza Rozhodčí: Kolahdouzan, Mousavian (IRI) |
| 14. ledna 2021 18:00 | 7× 1×          | Report  | 4× 1×         | Dr. Hassan Moustafa Sports Hall, Gíza Rozhodčí: Kolahdouzan, Mousavian (IRI) |

| 14. ledna 2021 18:00 | Norsko            | 24-28   | Francie       | Dr. Hassan Moustafa Sports Hall, Gíza Rozhodčí: Garcia, Marin (ESP) |
| 14. ledna 2021 18:00 | Sander Sagosen 10 | (13-13) | Kentin Mahe 9 | Dr. Hassan Moustafa Sports Hall, Gíza Rozhodčí: Garcia, Marin (ESP) |
| 14. ledna 2021 18:00 | 5×                | Report  | 5× 2×         | Dr. Hassan Moustafa Sports Hall, Gíza Rozhodčí: Garcia, Marin (ESP) |

| 16. ledna 2021 18:00 | Rakousko        | 28-35   | Francie                                             | Dr. Hassan Moustafa Sports Hall, Gíza Rozhodčí: Lopez, Lenci (ARG) |
| 16. ledna 2021 18:00 | Tobias Wagner 7 | (13-17) | Michael Guigou 4, Ludovic Fabregas 4, Hugo Descat 4 | Dr. Hassan Moustafa Sports Hall, Gíza Rozhodčí: Lopez, Lenci (ARG) |
| 16. ledna 2021 18:00 | 3×              | Report  | 4× 1×                                               | Dr. Hassan Moustafa Sports Hall, Gíza Rozhodčí: Lopez, Lenci (ARG) |

| 16. ledna 2021 20:30 | Švýcarsko                       | 25-31   | Norsko            | Dr. Hassan Moustafa Sports Hall, Gíza Rozhodčí: Gubica, Milosevic (CRO) |
| 16. ledna 2021 20:30 | Marvin Lier 7, Alen Milosevic 7 | (13-17) | Sander Sagosen 11 | Dr. Hassan Moustafa Sports Hall, Gíza Rozhodčí: Gubica, Milosevic (CRO) |
| 16. ledna 2021 20:30 | 6× 1×                           | Report  | 3× 1×             | Dr. Hassan Moustafa Sports Hall, Gíza Rozhodčí: Gubica, Milosevic (CRO) |

| 18. ledna 2021 18:00 | Francie       | 25-24   | Švýcarsko      | Dr. Hassan Moustafa Sports Hall, Gíza Rozhodčí: Lopez, Lenci (ARG) |
| 18. ledna 2021 18:00 | Kentin Mahe 7 | (14-14) | Andy Schmid 10 | Dr. Hassan Moustafa Sports Hall, Gíza Rozhodčí: Lopez, Lenci (ARG) |
| 18. ledna 2021 18:00 | 3× 1×         | Report  | 5× 1×          | Dr. Hassan Moustafa Sports Hall, Gíza Rozhodčí: Lopez, Lenci (ARG) |

| 18. ledna 2021 20:30 | Norsko           | 38-29   | Rakousko                        | Dr. Hassan Moustafa Sports Hall, Gíza Rozhodčí: Garcia, Marin (ESP) |
| 18. ledna 2021 20:30 | Sander Sagosen 9 | (20-17) | Robert Weber 6, Tobias Wagner 6 | Dr. Hassan Moustafa Sports Hall, Gíza Rozhodčí: Garcia, Marin (ESP) |
| 18. ledna 2021 20:30 | 4× 1×            | Report  | 4× 1×                           | Dr. Hassan Moustafa Sports Hall, Gíza Rozhodčí: Garcia, Marin (ESP) |

#### Skupina F
|    |             | POR   | ISL   | ALG   | MAR   | V | R | P | Skóre | B |
| 1. | Portugalsko | ***   | 25:23 | 26:19 | 33:20 | 3 | 0 | 0 | 84:62 | 6 |
| 2. | Island      | 23:25 | ***   | 39:24 | 31:23 | 2 | 0 | 1 | 93:72 | 4 |
| 3. | Alžírsko    | 19:26 | 24:39 | ***   | 24:23 | 1 | 0 | 2 | 67:88 | 2 |
| 4. | Maroko      | 20:33 | 23:31 | 23:24 | ***   | 0 | 0 | 3 | 66:88 | 0 |

Zápasy
| 14. ledna 2021 18:00 | Alžírsko     | 24-23  | Maroko           | New Capital Sports Hall, Káhira Rozhodčí: Hansen, Madsen (DEN) |
| 14. ledna 2021 18:00 | Abdi Ayoub 7 | (8-15) | Rezzouki Reida 6 | New Capital Sports Hall, Káhira Rozhodčí: Hansen, Madsen (DEN) |
| 14. ledna 2021 18:00 | 6×           | Report | 9× 1× 3×         | New Capital Sports Hall, Káhira Rozhodčí: Hansen, Madsen (DEN) |

| 14. ledna 2021 20:30 | Portugalsko      | 25-23   | Island               | New Capital Sports Hall, Káhira Rozhodčí: Horacek, Novotny (CZE) |
| 14. ledna 2021 20:30 | Miguel Martins 6 | (11-10) | Bjarki Mar Elisson 6 | New Capital Sports Hall, Káhira Rozhodčí: Horacek, Novotny (CZE) |
| 14. ledna 2021 20:30 | 3× 2×            | Report  | 4× 3×                | New Capital Sports Hall, Káhira Rozhodčí: Horacek, Novotny (CZE) |

| 16. ledna 2021 18:00 | Maroko            | 20-33   | Portugalsko     | New Capital Sports Hall, Káhira Rozhodčí: Lah, Sok (SLO) |
| 16. ledna 2021 18:00 | Amine Harchaoui 5 | (12-12) | Pedro Portela 9 | New Capital Sports Hall, Káhira Rozhodčí: Lah, Sok (SLO) |
| 16. ledna 2021 18:00 | 7× 1×             | Report  | 2×              | New Capital Sports Hall, Káhira Rozhodčí: Lah, Sok (SLO) |

| 16. ledna 2021 20:30 | Alžírsko     | 24-39   | Island                | New Capital Sports Hall, Káhira Rozhodčí: Hansen, Madsen (DEN) |
| 16. ledna 2021 20:30 | Abdi Ayoub 5 | (10-22) | Bjarki Mar Elisson 12 | New Capital Sports Hall, Káhira Rozhodčí: Hansen, Madsen (DEN) |
| 16. ledna 2021 20:30 | 4× 1×        | Report  | 4× 1×                 | New Capital Sports Hall, Káhira Rozhodčí: Hansen, Madsen (DEN) |

| 18. ledna 2021 18:00 | Portugalsko     | 26-19  | Alžírsko           | New Capital Sports Hall, Káhira Rozhodčí: Pavicevic, Raznatovic (MNE) |
| 18. ledna 2021 18:00 | Pedro Portela 4 | (14-9) | Messaoud Berkous 7 | New Capital Sports Hall, Káhira Rozhodčí: Pavicevic, Raznatovic (MNE) |
| 18. ledna 2021 18:00 | 6× 1×           | Report | 4× 1×              | New Capital Sports Hall, Káhira Rozhodčí: Pavicevic, Raznatovic (MNE) |

| 18. ledna 2021 20:30 | Island                                            | 31-23   | Maroko            | New Capital Sports Hall, Káhira Rozhodčí: Horacek, Novotny (CZE) |
| 18. ledna 2021 20:30 | Viggo Kristjansson 6, Olafur Andres Gudmundsson 6 | (15-10) | Mohamed Zaroili 5 | New Capital Sports Hall, Káhira Rozhodčí: Horacek, Novotny (CZE) |
| 18. ledna 2021 20:30 | 3× 1×                                             | Report  | 4× 1× 2×          | New Capital Sports Hall, Káhira Rozhodčí: Horacek, Novotny (CZE) |

#### Skupina G
|    |                   | SWE   | EGY   | NMC   | CHI   | V | R | P | Skóre  | B |
| 1. | Švédsko           | ***   | 24:23 | 32:20 | 41:26 | 3 | 0 | 0 | 97:69  | 6 |
| 2. | Egypt             | 24:25 | ***   | 38:19 | 35:29 | 2 | 0 | 1 | 96:72  | 4 |
| 3. | Severní Makedonie | 20:32 | 19:38 | ***   | 32:29 | 1 | 0 | 2 | 71:99  | 2 |
| 4. | Chile             | 26:41 | 29:35 | 29:32 | ***   | 0 | 0 | 3 | 84:108 | 0 |

Zápasy
| 13. ledna 2021 18:00 | Egypt           | 35–29   | Chile             | Cairo Stadium Hall 1, Káhira Rozhodčí: Schulze, Tonnies (GER) |
| 13. ledna 2021 18:00 | Yehia Elderaa 6 | (18-11) | Esteban Salinas 8 | Cairo Stadium Hall 1, Káhira Rozhodčí: Schulze, Tonnies (GER) |
| 13. ledna 2021 18:00 | 7× 2×           | Report  | 9× 2× 1×          | Cairo Stadium Hall 1, Káhira Rozhodčí: Schulze, Tonnies (GER) |

| 14. ledna 2021 20:30 | Švédsko         | 32–20   | Severní Makedonie | Cairo Stadium Hall 1, Káhira Rozhodčí: Jorum, Kleven (NOR) |
| 14. ledna 2021 20:30 | Hampus Wanne 11 | (16-11) | Kiril Lazarov 5   | Cairo Stadium Hall 1, Káhira Rozhodčí: Jorum, Kleven (NOR) |
| 14. ledna 2021 20:30 | 4× 2×           | Report  | 3× 1×             | Cairo Stadium Hall 1, Káhira Rozhodčí: Jorum, Kleven (NOR) |

| 16. ledna 2021 18:00 | Egypt             | 38–19  | Severní Makedonie                                      | Cairo Stadium Hall 1, Káhira Rozhodčí: Bonaventura, Bonaventura (FRA) |
| 16. ledna 2021 18:00 | Mohamed Mamdouh 8 | (20-6) | Kiril Lazarov 3, Nikola Markoski 3, Zharko Peshevski 3 | Cairo Stadium Hall 1, Káhira Rozhodčí: Bonaventura, Bonaventura (FRA) |
| 16. ledna 2021 18:00 | 2×                | Report | 5× 1×                                                  | Cairo Stadium Hall 1, Káhira Rozhodčí: Bonaventura, Bonaventura (FRA) |

| 16. ledna 2021 20:30 | Chile              | 26-41   | Švédsko         | Cairo Stadium Hall 1, Káhira Rozhodčí: Brunner, Salah (SUI) |
| 16. ledna 2021 20:30 | Erwin Feuchtmann 7 | (16-20) | Lucas Pellas 12 | Cairo Stadium Hall 1, Káhira Rozhodčí: Brunner, Salah (SUI) |
| 16. ledna 2021 20:30 | 8× 1×              | Report  | 4× 1×           | Cairo Stadium Hall 1, Káhira Rozhodčí: Brunner, Salah (SUI) |

| 18. ledna 2021 15:30 | Severní Makedonie | 32-29   | Chile                                                       | Cairo Stadium Hall 1, Káhira Rozhodčí: Gubica, Milosevic (CRO) |
| 18. ledna 2021 15:30 | Kiril Lazarov 8   | (16-17) | Sebastian Ceballos 7, Erwin Feuchtmann 7, Rodrigo Salinas 7 | Cairo Stadium Hall 1, Káhira Rozhodčí: Gubica, Milosevic (CRO) |
| 18. ledna 2021 15:30 | 6×                | Report  | 5×                                                          | Cairo Stadium Hall 1, Káhira Rozhodčí: Gubica, Milosevic (CRO) |

| 18. ledna 2021 18:00 | Švédsko         | 24-23  | Egypt            | Cairo Stadium Hall 1, Káhira Rozhodčí: Jorum, Kleven (NOR) |
| 18. ledna 2021 18:00 | Linus Persson 8 | (9-12) | Mohammad Sanad 8 | Cairo Stadium Hall 1, Káhira Rozhodčí: Jorum, Kleven (NOR) |
| 18. ledna 2021 18:00 | 2× 1×           | Report | 3×               | Cairo Stadium Hall 1, Káhira Rozhodčí: Jorum, Kleven (NOR) |

#### Skupina H
|    |                            | RHF   | SLO   | BLR   | KOR   | V | R | P | Skóre  | B |
| 1. | Ruská házenkářská federace | ***   | 31:25 | 32:32 | 30:26 | 2 | 1 | 0 | 93:83  | 5 |
| 2. | Slovinsko                  | 25:31 | ***   | 29:25 | 51:29 | 2 | 0 | 1 | 105:85 | 4 |
| 3. | Bělorusko                  | 32:32 | 25:29 | ***   | 32:24 | 1 | 1 | 1 | 89:85  | 3 |
| 4. | Jižní Korea                | 26:30 | 29:51 | 24:32 | ***   | 0 | 0 | 3 | 79:113 | 0 |

Zápasy
| 14. ledna 2021 15:30 | Bělorusko          | 32-32   | Ruská házenkářská federace                                | Handball Hall Borg Al Arab, Alexandrie Rozhodčí: Belkhiri, Hamidi (ALG) |
| 14. ledna 2021 15:30 | Mikita Vailupau 10 | (15-15) | Dmitrii Kiselev 6, Igor Soroka 6, Sergei Mark Kosorotov 6 | Handball Hall Borg Al Arab, Alexandrie Rozhodčí: Belkhiri, Hamidi (ALG) |
| 14. ledna 2021 15:30 | 6× 1×              | Report  | 5× 1×                                                     | Handball Hall Borg Al Arab, Alexandrie Rozhodčí: Belkhiri, Hamidi (ALG) |

| 14. ledna 2021 18:00 | Slovinsko       | 51-29   | Jižní Korea                 | Handball Hall Borg Al Arab, Alexandrie Rozhodčí: Raluy, Sabroso (ESP) |
| 14. ledna 2021 18:00 | Dragan Gajic 10 | (25-16) | Jinyoung Kim 6, Jinho Kim 6 | Handball Hall Borg Al Arab, Alexandrie Rozhodčí: Raluy, Sabroso (ESP) |
| 14. ledna 2021 18:00 | 6× 1×           | Report  | 2×                          | Handball Hall Borg Al Arab, Alexandrie Rozhodčí: Raluy, Sabroso (ESP) |

| 16. ledna 2021 15:30 | Bělorusko         | 32-24  | Jižní Korea    | Handball Hall Borg Al Arab, Alexandrie Rozhodčí: Krichen, Makhlouf (TUN) |
| 16. ledna 2021 15:30 | Mikita Vailupau 8 | (15-9) | Jinyoung Kim 8 | Handball Hall Borg Al Arab, Alexandrie Rozhodčí: Krichen, Makhlouf (TUN) |
| 16. ledna 2021 15:30 | 9× 1×             | Report | 3×             | Handball Hall Borg Al Arab, Alexandrie Rozhodčí: Krichen, Makhlouf (TUN) |

| 16. ledna 2021 18:00 | Ruská házenkářská federace                                | 31-25   | Slovinsko      | Handball Hall Borg Al Arab, Alexandrie Rozhodčí: Nachevski, Nikolov (MKD) |
| 16. ledna 2021 18:00 | Dmitrii Kiselev 6, Igor Soroka 6, Sergei Mark Kosorotov 6 | (16-13) | Jure Dolenec 6 | Handball Hall Borg Al Arab, Alexandrie Rozhodčí: Nachevski, Nikolov (MKD) |
| 16. ledna 2021 18:00 | 5× 1×                                                     | Report  | 4× 1×          | Handball Hall Borg Al Arab, Alexandrie Rozhodčí: Nachevski, Nikolov (MKD) |

| 18. ledna 2021 15:30 | Jižní Korea | 26-30   | Ruská házenkářská federace       | Handball Hall Borg Al Arab, Alexandrie Rozhodčí: Belkhiri, Hamidi (ALG) |
| 18. ledna 2021 15:30 | Jiun Kim 8  | (15-15) | Dmitry Kornev 5, Pavel Andreev 5 | Handball Hall Borg Al Arab, Alexandrie Rozhodčí: Belkhiri, Hamidi (ALG) |
| 18. ledna 2021 15:30 | 2× 1×       | Report  | 5× 2×                            | Handball Hall Borg Al Arab, Alexandrie Rozhodčí: Belkhiri, Hamidi (ALG) |

| 18. ledna 2021 18:00 | Slovinsko   | 29-25   | Bělorusko        | Handball Hall Borg Al Arab, Alexandrie Rozhodčí: Raluy, Sabroso (ESP) |
| 18. ledna 2021 18:00 | Blaz Janc 8 | (15-15) | Artsem Karalek 7 | Handball Hall Borg Al Arab, Alexandrie Rozhodčí: Raluy, Sabroso (ESP) |
| 18. ledna 2021 18:00 | 5× 1×       | Report  | 5× 1×            | Handball Hall Borg Al Arab, Alexandrie Rozhodčí: Raluy, Sabroso (ESP) |

### Osmifinálové skupiny

#### Skupina 1
|    |           | ESP   | HUN   | GER   | POL   | BRA   | URU   | V | R | P | Skóre   | B |
| 1. | Španělsko | ***   | 36:28 | 32:28 | 27:26 | 29:29 | 38:23 | 4 | 1 | 0 | 162:134 | 9 |
| 2. | Maďarsko  | 28:36 | ***   | 29:28 | 30:26 | 29:23 | 44:18 | 4 | 0 | 1 | 160:131 | 8 |
| 3. | Německo   | 28:32 | 28:29 | ***   | 23:23 | 31:24 | 43:14 | 2 | 1 | 2 | 153:122 | 5 |
| 4. | Polsko    | 26:27 | 26:30 | 23:23 | ***   | 33:23 | 30:16 | 2 | 1 | 2 | 138:119 | 5 |
| 5. | Brazílie  | 29:29 | 23:29 | 24:31 | 23:33 | ***   | 37:17 | 1 | 1 | 3 | 136:139 | 3 |
| 6. | Uruguay   | 18:44 | 23:38 | 14:43 | 16:30 | 17:37 | ***   | 0 | 0 | 5 | 88:192  | 0 |

Zápasy
| 21. ledna 2021 15:30 | Uruguay                       | 16-30  | Polsko             | New Capital Sports Hall, Káhira Rozhodčí: Belkhiri, Hamidi (ALG) |
| 21. ledna 2021 15:30 | Maximo Esteban Cancio Casas 6 | (9-14) | Arkadiusz Moryto 8 | New Capital Sports Hall, Káhira Rozhodčí: Belkhiri, Hamidi (ALG) |
| 21. ledna 2021 15:30 | 1×                            | Report | 6× 1×              | New Capital Sports Hall, Káhira Rozhodčí: Belkhiri, Hamidi (ALG) |

| 21. ledna 2021 18:00 | Maďarsko        | 29-23   | Brazílie         | New Capital Sports Hall, Káhira Rozhodčí: Brunner, Salah (SUI) |
| 21. ledna 2021 18:00 | Bence Banhidi 5 | (16-11) | Haniel Langaro 8 | New Capital Sports Hall, Káhira Rozhodčí: Brunner, Salah (SUI) |
| 21. ledna 2021 18:00 | 4× 2×           | Report  | 3×               | New Capital Sports Hall, Káhira Rozhodčí: Brunner, Salah (SUI) |

| 21. ledna 2021 20:30 | Španělsko               | 32-28   | Německo          | New Capital Sports Hall, Káhira Rozhodčí: Gubica, Milosevic (CRO) |
| 21. ledna 2021 20:30 | Angel Fernandez Perez 6 | (16-13) | Timo Kastening 7 | New Capital Sports Hall, Káhira Rozhodčí: Gubica, Milosevic (CRO) |
| 21. ledna 2021 20:30 | 3× 1×                   | Report  | 5× 2× 1×         | New Capital Sports Hall, Káhira Rozhodčí: Gubica, Milosevic (CRO) |

| 23. ledna 2021 15:30 | Uruguay                       | 23-38   | Španělsko                | New Capital Sports Hall, Káhira Rozhodčí: Emam, Hedaia (EGY) |
| 23. ledna 2021 15:30 | Maximo Esteban Cancio Casas 8 | (12-24) | Aitor Arino Bengoechea 8 | New Capital Sports Hall, Káhira Rozhodčí: Emam, Hedaia (EGY) |
| 23. ledna 2021 15:30 | 3× 1×                         | Report  | 5× 1×                    | New Capital Sports Hall, Káhira Rozhodčí: Emam, Hedaia (EGY) |

| 23. ledna 2021 18:00 | Polsko         | 26-30   | Maďarsko     | New Capital Sports Hall, Káhira Rozhodčí: Gubica, Milosevic (CRO) |
| 23. ledna 2021 18:00 | Szymon Sicko 5 | (10-16) | Mate Lekai 8 | New Capital Sports Hall, Káhira Rozhodčí: Gubica, Milosevic (CRO) |
| 23. ledna 2021 18:00 | 3×             | Report  | 3× 1×        | New Capital Sports Hall, Káhira Rozhodčí: Gubica, Milosevic (CRO) |

| 23. ledna 2021 20:30 | Německo          | 31-24   | Brazílie         | New Capital Sports Hall, Káhira Rozhodčí: Jorum, Kleven (NOR) |
| 23. ledna 2021 20:30 | Johannes Golla 7 | (16-12) | Rogerio Moraes 6 | New Capital Sports Hall, Káhira Rozhodčí: Jorum, Kleven (NOR) |
| 23. ledna 2021 20:30 | 6× 1×            | Report  | 3× 1×            | New Capital Sports Hall, Káhira Rozhodčí: Jorum, Kleven (NOR) |

| 25. ledna 2021 15:30 | Brazílie       | 37-17  | Uruguay                                                                                  | New Capital Sports Hall, Káhira Rozhodčí: Krichen, Makhlouf (TUN) |
| 25. ledna 2021 15:30 | Jose Luciano 7 | (18-7) | Gabriel Chaparro Almada 3, Sebastian Geronimo Vecino Szolno 3, Geronimo Goyoaga Alonso 3 | New Capital Sports Hall, Káhira Rozhodčí: Krichen, Makhlouf (TUN) |
| 25. ledna 2021 15:30 | 2× 1×          | Report | 2×                                                                                       | New Capital Sports Hall, Káhira Rozhodčí: Krichen, Makhlouf (TUN) |

| 25. ledna 2021 18:00 | Španělsko          | 36:28   | Maďarsko                       | New Capital Sports Hall, Káhira Rozhodčí: Nachevski, Nikolov (MKD) |
| 25. ledna 2021 18:00 | Ferran Sole Sala 8 | (21-14) | Zsolt Balogh 5, Matyas Gyori 5 | New Capital Sports Hall, Káhira Rozhodčí: Nachevski, Nikolov (MKD) |
| 25. ledna 2021 18:00 | 5× 1×              | Report  | 4× 1×                          | New Capital Sports Hall, Káhira Rozhodčí: Nachevski, Nikolov (MKD) |

| 25. ledna 2021 20:30 | Polsko                 | 23:23   | Německo                          | New Capital Sports Hall, Káhira Rozhodčí: Pavicevic, Raznatovic (MNE) |
| 25. ledna 2021 20:30 | Przemyslaw Krajewski 5 | (12-11) | Philipp Weber 4, David Schmidt 4 | New Capital Sports Hall, Káhira Rozhodčí: Pavicevic, Raznatovic (MNE) |
| 25. ledna 2021 20:30 | 5× 1×                  | Report  | 4× 1×                            | New Capital Sports Hall, Káhira Rozhodčí: Pavicevic, Raznatovic (MNE) |

#### Skupina 2
|    |            | DNK   | QAT   | ARG   | CRO   | JAP   | BHR   | V | R | P | Skóre   | B  |
| 1. | Dánsko     | ***   | 32:23 | 31:20 | 38:26 | 34:27 | 34:20 | 5 | 0 | 0 | 169:116 | 10 |
| 2. | Katar      | 23:32 | ***   | 26:25 | 24:26 | 31:29 | 28:23 | 3 | 0 | 2 | 132:135 | 6  |
| 3. | Argentina  | 20:31 | 25:26 | ***   | 23:19 | 28:24 | 24:21 | 3 | 0 | 2 | 120:121 | 6  |
| 4. | Chorvatsko | 26:38 | 26:24 | 19:23 | ***   | 29:29 | 28:18 | 2 | 1 | 2 | 128:132 | 5  |
| 5. | Japonsko   | 27:34 | 29:31 | 24:28 | 29:29 | ***   | 29:25 | 1 | 1 | 2 | 138:147 | 3  |
| 6. | Bahrajn    | 20:34 | 23:28 | 21:24 | 18:28 | 25:29 | ***   | 0 | 0 | 5 | 107:143 | 0  |

Zápasy
| 21. ledna 2021 15:30 | Japonsko          | 24-28   | Argentina           | Cairo Stadium Hall 1, Káhira Rozhodčí: Kolahdouzan, Mousavian (IRI) |
| 21. ledna 2021 15:30 | Tatsuki Yoshino 6 | (13-17) | Federico Pizarro 10 | Cairo Stadium Hall 1, Káhira Rozhodčí: Kolahdouzan, Mousavian (IRI) |
| 21. ledna 2021 15:30 | 2×                | Report  | 2× 3×               | Cairo Stadium Hall 1, Káhira Rozhodčí: Kolahdouzan, Mousavian (IRI) |

| 21. ledna 2021 18:00 | Chorvatsko      | 28-18  | Bahrajn                            | Cairo Stadium Hall 1, Káhira Rozhodčí: Bonaventura, Bonaventura (FRA) |
| 21. ledna 2021 18:00 | Zlatko Horvat 8 | (13-8) | Mohamed Ahmed 6, Husain Alsayyad 6 | Cairo Stadium Hall 1, Káhira Rozhodčí: Bonaventura, Bonaventura (FRA) |
| 21. ledna 2021 18:00 | 2×              | Report | 3× 1×                              | Cairo Stadium Hall 1, Káhira Rozhodčí: Bonaventura, Bonaventura (FRA) |

| 21. ledna 2021 20:30 | Dánsko          | 32-23   | Katar            | Cairo Stadium Hall 1, Káhira Rozhodčí: Pavicevic, Raznatovic (MNE) |
| 21. ledna 2021 20:30 | Mikkel Hansen 8 | (17-12) | Frankis Marzo 12 | Cairo Stadium Hall 1, Káhira Rozhodčí: Pavicevic, Raznatovic (MNE) |
| 21. ledna 2021 20:30 | 4×              | Report  | 7× 3×            | Cairo Stadium Hall 1, Káhira Rozhodčí: Pavicevic, Raznatovic (MNE) |

| 23. ledna 2021 15:30 | Katar           | 28-23   | Bahrajn         | Cairo Stadium Hall 1, Káhira Rozhodčí: Garcia, Marin (ESP) |
| 23. ledna 2021 15:30 | Rafael Capote 9 | (13-14) | Mohamed Ahmed 5 | Cairo Stadium Hall 1, Káhira Rozhodčí: Garcia, Marin (ESP) |
| 23. ledna 2021 15:30 | 2×              | Report  | 4× 2×           | Cairo Stadium Hall 1, Káhira Rozhodčí: Garcia, Marin (ESP) |

| 23. ledna 2021 18:00 | Argentina          | 23-19   | Chorvatsko   | Cairo Stadium Hall 1, Káhira Rozhodčí: Pavicevic, Raznatovic (MNE) |
| 23. ledna 2021 18:00 | Federico Pizarro 4 | (12-12) | Ivan Cupic 7 | Cairo Stadium Hall 1, Káhira Rozhodčí: Pavicevic, Raznatovic (MNE) |
| 23. ledna 2021 18:00 | 5× 1×              | Report  | 4× 1×        | Cairo Stadium Hall 1, Káhira Rozhodčí: Pavicevic, Raznatovic (MNE) |

| 23. ledna 2021 20:30 | Japonsko      | 27-34   | Dánsko              | Cairo Stadium Hall 1, Káhira Rozhodčí: Nachevski, Nikolov (MKD) |
| 23. ledna 2021 20:30 | Yuto Agarie 7 | (17-19) | Emil M. Jakobsen 12 | Cairo Stadium Hall 1, Káhira Rozhodčí: Nachevski, Nikolov (MKD) |
| 23. ledna 2021 20:30 | 5× 1×         | Report  | 3× 1×               | Cairo Stadium Hall 1, Káhira Rozhodčí: Nachevski, Nikolov (MKD) |

| 25. ledna 2021 15:30 | Bahrajn                            | 25-29   | Japonsko          | Cairo Stadium Hall 1, Káhira Rozhodčí: Bonaventura, Bonaventura (FRA) |
| 25. ledna 2021 15:30 | Mohamed Ahmed 5, Husain Alsayyad 5 | (12-19) | Tatsuki Yoshino 9 | Cairo Stadium Hall 1, Káhira Rozhodčí: Bonaventura, Bonaventura (FRA) |
| 25. ledna 2021 15:30 | 5× 1×                              | Report  | 2×                | Cairo Stadium Hall 1, Káhira Rozhodčí: Bonaventura, Bonaventura (FRA) |

| 25. ledna 2021 18:00 | Argentina          | 25-26   | Katar           | Cairo Stadium Hall 1, Káhira Rozhodčí: Horacek, Novotny (CZE) |
| 25. ledna 2021 18:00 | Federico Pizarro 7 | (13-12) | Frankis Marzo 8 | Cairo Stadium Hall 1, Káhira Rozhodčí: Horacek, Novotny (CZE) |
| 25. ledna 2021 18:00 | 5× 2×              | Report  | 3× 1×           | Cairo Stadium Hall 1, Káhira Rozhodčí: Horacek, Novotny (CZE) |

| 25. ledna 2021 20:30 | Dánsko             | 38-26   | Chorvatsko     | Cairo Stadium Hall 1, Káhira Rozhodčí: Raluy, Sabroso (ESP) |
| 25. ledna 2021 20:30 | Emil M. Jakobsen 8 | (17-15) | Marino Maric 6 | Cairo Stadium Hall 1, Káhira Rozhodčí: Raluy, Sabroso (ESP) |
| 25. ledna 2021 20:30 | 3×                 | Report  | 2× 1×          | Cairo Stadium Hall 1, Káhira Rozhodčí: Raluy, Sabroso (ESP) |

#### Skupina 3
|    |             | FRA   | NOR   | POR   | SUI   | ISL   | ALG   | V | R | P | Skóre   | B  |
| 1. | Francie     | ***   | 28:24 | 32:23 | 25:24 | 28:26 | 29:26 | 5 | 0 | 0 | 142:123 | 10 |
| 2. | Norsko      | 24:28 | ***   | 29:28 | 31:25 | 35:33 | 36:23 | 4 | 0 | 1 | 155:137 | 8  |
| 3. | Portugalsko | 23:32 | 28:29 | ***   | 33:29 | 25:23 | 26:19 | 3 | 0 | 2 | 135:132 | 6  |
| 4. | Švýcarsko   | 24:25 | 25:31 | 29:33 | ***   | 20:18 | 27:24 | 2 | 0 | 3 | 125:131 | 4  |
| 5. | Island      | 26:28 | 33:35 | 23:25 | 18:20 | ***   | 39:24 | 1 | 0 | 4 | 139:132 | 2  |
| 6. | Alžírsko    | 26:29 | 23:36 | 19:26 | 24:27 | 24:39 | ***   | 0 | 0 | 5 | 116:157 | 0  |

Zápasy
| 20. ledna 2021 15:30 | Švýcarsko     | 20-18  | Island                      | Dr. Hassan Moustafa Sports Hall, Gíza Rozhodčí: Schulze, Tonnies (GER) |
| 20. ledna 2021 15:30 | Andy Schmid 6 | (10-9) | Olafur Andres Gudmundsson 4 | Dr. Hassan Moustafa Sports Hall, Gíza Rozhodčí: Schulze, Tonnies (GER) |
| 20. ledna 2021 15:30 | 5× 2×         | Report | 2× 1×                       | Dr. Hassan Moustafa Sports Hall, Gíza Rozhodčí: Schulze, Tonnies (GER) |

| 20. ledna 2021 18:00 | Francie                                       | 29-26   | Alžírsko           | Dr. Hassan Moustafa Sports Hall, Gíza Rozhodčí: Lopez, Lenci (ARG) |
| 20. ledna 2021 18:00 | Dika Mem 4, Kentin Mahe 4, Ludovic Fabregas 4 | (16-14) | Messaoud Berkous 7 | Dr. Hassan Moustafa Sports Hall, Gíza Rozhodčí: Lopez, Lenci (ARG) |
| 20. ledna 2021 18:00 | 3×                                            | Report  | 5× 1×              | Dr. Hassan Moustafa Sports Hall, Gíza Rozhodčí: Lopez, Lenci (ARG) |

| 20. ledna 2021 20:30 | Portugalsko                       | 28-29   | Norsko           | Dr. Hassan Moustafa Sports Hall, Gíza Rozhodčí: Raluy, Sabroso (ESP) |
| 20. ledna 2021 20:30 | Pedro Portela 5, Miguel Martins 5 | (14-16) | Sander Sagosen 6 | Dr. Hassan Moustafa Sports Hall, Gíza Rozhodčí: Raluy, Sabroso (ESP) |
| 20. ledna 2021 20:30 | 7× 3× 1×                          | Report  | 4× 1×            | Dr. Hassan Moustafa Sports Hall, Gíza Rozhodčí: Raluy, Sabroso (ESP) |

| 22. ledna 2021 15:30 | Švýcarsko      | 29-33   | Portugalsko       | Dr. Hassan Moustafa Sports Hall, Gíza Rozhodčí: Garcia, Marin (ESP) |
| 22. ledna 2021 15:30 | Andy Schmid 11 | (15-17) | Victor Iturriza 7 | Dr. Hassan Moustafa Sports Hall, Gíza Rozhodčí: Garcia, Marin (ESP) |
| 22. ledna 2021 15:30 | 4×             | Report  | 3× 1×             | Dr. Hassan Moustafa Sports Hall, Gíza Rozhodčí: Garcia, Marin (ESP) |

| 22. ledna 2021 18:00 | Island               | 26-28   | Francie    | Dr. Hassan Moustafa Sports Hall, Gíza Rozhodčí: Raluy, Sabroso (ESP) |
| 22. ledna 2021 18:00 | Bjarki Mar Elisson 9 | (14-16) | Dika Mem 7 | Dr. Hassan Moustafa Sports Hall, Gíza Rozhodčí: Raluy, Sabroso (ESP) |
| 22. ledna 2021 18:00 | 5× 1×                | Report  | 5×         | Dr. Hassan Moustafa Sports Hall, Gíza Rozhodčí: Raluy, Sabroso (ESP) |

| 22. ledna 2021 20:30 | Norsko                           | 36-23   | Alžírsko     | Dr. Hassan Moustafa Sports Hall, Gíza Rozhodčí: Schulze, Tonnies (GER) |
| 22. ledna 2021 20:30 | Alexandre Christoffersen Blonz 7 | (18-11) | Abdi Ayoub 7 | Dr. Hassan Moustafa Sports Hall, Gíza Rozhodčí: Schulze, Tonnies (GER) |
| 22. ledna 2021 20:30 | 3× 2×                            | Report  | 4× 1×        | Dr. Hassan Moustafa Sports Hall, Gíza Rozhodčí: Schulze, Tonnies (GER) |

| 24. ledna 2021 15:30 | Alžírsko     | 24-27   | Švýcarsko     | Dr. Hassan Moustafa Sports Hall, Gíza Rozhodčí: Grillo, Lenci (ARG) |
| 24. ledna 2021 15:30 | Abdi Ayoub 6 | (13-15) | Andy Schmid 9 | Dr. Hassan Moustafa Sports Hall, Gíza Rozhodčí: Grillo, Lenci (ARG) |
| 24. ledna 2021 15:30 | 4× 1×        | Report  | 2× 1×         | Dr. Hassan Moustafa Sports Hall, Gíza Rozhodčí: Grillo, Lenci (ARG) |

| 24. ledna 2021 18:00 | Island               | 33-35   | Norsko           | Dr. Hassan Moustafa Sports Hall, Gíza Rozhodčí: Nachevski, Nikolov (MKD) |
| 24. ledna 2021 18:00 | Bjarki Mar Elisson 6 | (18-18) | Sander Sagosen 8 | Dr. Hassan Moustafa Sports Hall, Gíza Rozhodčí: Nachevski, Nikolov (MKD) |
| 24. ledna 2021 18:00 | 8× 2× 1×             | Report  | 8× 2×            | Dr. Hassan Moustafa Sports Hall, Gíza Rozhodčí: Nachevski, Nikolov (MKD) |

| 24. ledna 2021 20:30 | Portugalsko      | 23-32   | Francie       | Dr. Hassan Moustafa Sports Hall, Gíza Rozhodčí: Gubica, Milosevic (CRO) |
| 24. ledna 2021 20:30 | Miguel Martins 6 | (12-16) | Hugo Descat 8 | Dr. Hassan Moustafa Sports Hall, Gíza Rozhodčí: Gubica, Milosevic (CRO) |
| 24. ledna 2021 20:30 | 4× 2×            | Report  | 2×            | Dr. Hassan Moustafa Sports Hall, Gíza Rozhodčí: Gubica, Milosevic (CRO) |

#### Skupina 4
|    |                            | SWE   | EGY   | SLO   | RHF   | BLR   | NMC   | V | R | P | Skóre   | B |
| 1. | Švédsko                    | ***   | 24:23 | 28:28 | 34:20 | 26:26 | 32:20 | 3 | 2 | 0 | 144:117 | 8 |
| 2. | Egypt                      | 23:24 | ***   | 25:25 | 28:23 | 35:26 | 38:19 | 3 | 1 | 1 | 149:117 | 7 |
| 3. | Slovinsko                  | 28:28 | 25:25 | ***   | 25:31 | 29:25 | 31:21 | 2 | 2 | 1 | 85:77   | 6 |
| 4. | Ruská házenkářská federace | 20:34 | 23:28 | 31:25 | ***   | 32:32 | 32:20 | 2 | 1 | 2 | 138:139 | 5 |
| 5. | Bělorusko                  | 26:26 | 26:35 | 25:29 | 32:32 | ***   | 30:26 | 0 | 2 | 1 | 139:148 | 4 |
| 6. | Severní Makedonie          | 20:32 | 19:38 | 21:31 | 20:32 | 26:30 | ***   | 0 | 0 | 5 | 106:163 | 0 |

Zápasy
| 20. ledna 2021 15:30 | Severní Makedonie | 21-31  | Slovinsko      | Cairo Stadium Hall 1, Káhira Rozhodčí: Garcia, Marin (ESP) |
| 20. ledna 2021 15:30 | Kiril Lazarov 5   | (9-13) | Dragan Gajic 7 | Cairo Stadium Hall 1, Káhira Rozhodčí: Garcia, Marin (ESP) |
| 20. ledna 2021 15:30 | 2× 1×             | Report | 2× 1×          | Cairo Stadium Hall 1, Káhira Rozhodčí: Garcia, Marin (ESP) |

| 20. ledna 2021 18:00 | Ruská házenkářská federace | 23-28  | Egypt             | Cairo Stadium Hall 1, Káhira Rozhodčí: Horacek, Novotny (CZE) |
| 20. ledna 2021 18:00 | Sergei Mark Kosorotov 8    | (8-15) | Mohamed Mamdouh 7 | Cairo Stadium Hall 1, Káhira Rozhodčí: Horacek, Novotny (CZE) |
| 20. ledna 2021 18:00 | 7× 1×                      | Report | 3×                | Cairo Stadium Hall 1, Káhira Rozhodčí: Horacek, Novotny (CZE) |

| 20. ledna 2021 20:30 | Švédsko        | 26-26   | Bělorusko                           | Cairo Stadium Hall 1, Káhira Rozhodčí: Bonaventura, Bonaventura (FRA) |
| 20. ledna 2021 20:30 | Hampus Wanne 7 | (11-15) | Andrei Yurynok 6, Mikita Vailupau 6 | Cairo Stadium Hall 1, Káhira Rozhodčí: Bonaventura, Bonaventura (FRA) |
| 20. ledna 2021 20:30 | 3×             | Report  | 4× 1×                               | Cairo Stadium Hall 1, Káhira Rozhodčí: Bonaventura, Bonaventura (FRA) |

| 22. ledna 2021 15:30 | Severní Makedonie   | 20-32  | Ruská házenkářská federace | Cairo Stadium Hall 1, Káhira Rozhodčí: Bonaventura, Bonaventura (FRA) |
| 22. ledna 2021 15:30 | Filip Kuzmanovski 6 | (9-19) | Igor Soroka 6              | Cairo Stadium Hall 1, Káhira Rozhodčí: Bonaventura, Bonaventura (FRA) |
| 22. ledna 2021 15:30 | 6× 1×               | Report | 2× 1×                      | Cairo Stadium Hall 1, Káhira Rozhodčí: Bonaventura, Bonaventura (FRA) |

| 22. ledna 2021 18:00 | Egypt           | 35-26   | Bělorusko         | Cairo Stadium Hall 1, Káhira Rozhodčí: Nachevski, Nikolov (MKD) |
| 22. ledna 2021 18:00 | Ahmed Elahmar 8 | (21-14) | Mikita Vailupau 4 | Cairo Stadium Hall 1, Káhira Rozhodčí: Nachevski, Nikolov (MKD) |
| 22. ledna 2021 18:00 | 1×              | Report  | 3× 1×             | Cairo Stadium Hall 1, Káhira Rozhodčí: Nachevski, Nikolov (MKD) |

| 22. ledna 2021 20:30 | Slovinsko      | 28-28   | Švédsko        | Cairo Stadium Hall 1, Káhira Rozhodčí: Horacek, Novotny (CZE) |
| 22. ledna 2021 20:30 | Dragan Gajic 6 | (14-15) | Hampus Wanne 7 | Cairo Stadium Hall 1, Káhira Rozhodčí: Horacek, Novotny (CZE) |
| 22. ledna 2021 20:30 | 5× 1×          | Report  | 9× 2× 1×       | Cairo Stadium Hall 1, Káhira Rozhodčí: Horacek, Novotny (CZE) |

| 24. ledna 2021 15:30 | Bělorusko           | 30-26   | Severní Makedonie | Cairo Stadium Hall 1, Káhira Rozhodčí: Kolahdouzan, Mousavian (IRI) |
| 24. ledna 2021 15:30 | Uladzislau Kulesh 7 | (14-14) | Kiril Lazarov 7   | Cairo Stadium Hall 1, Káhira Rozhodčí: Kolahdouzan, Mousavian (IRI) |
| 24. ledna 2021 15:30 | 3× 2×               | Report  | 1×                | Cairo Stadium Hall 1, Káhira Rozhodčí: Kolahdouzan, Mousavian (IRI) |

| 24. ledna 2021 18:00 | Slovinsko   | 25-25  | Egypt            | Cairo Stadium Hall 1, Káhira Rozhodčí: Schulze, Tonnies (GER) |
| 24. ledna 2021 18:00 | Blaz Janc 6 | (12-8) | Mohammad Sanad 7 | Cairo Stadium Hall 1, Káhira Rozhodčí: Schulze, Tonnies (GER) |
| 24. ledna 2021 18:00 | 6× 2×       | Report | 2×               | Cairo Stadium Hall 1, Káhira Rozhodčí: Schulze, Tonnies (GER) |

| 24. ledna 2021 20:30 | Ruská házenkářská federace | 20-34  | Švédsko        | Cairo Stadium Hall 1, Káhira Rozhodčí: Garcia, Marin (ESP) |
| 24. ledna 2021 20:30 | Aleksandr Kotov 5          | (8-17) | Lucas Pellas 8 | Cairo Stadium Hall 1, Káhira Rozhodčí: Garcia, Marin (ESP) |
| 24. ledna 2021 20:30 | 5× 1×                      | Report | 5× 1×          | Cairo Stadium Hall 1, Káhira Rozhodčí: Garcia, Marin (ESP) |

### Prezidentský pohár

#### Skupina 1
|    |          | TUN   | DRC   | ANG   | CAP  | V | R | P | Skóre | B |
| 1. | Tunisko  | ***   | 38:22 | 34:29 | 10:0 | 3 | 0 | 0 | 82:51 | 6 |
| 2. | DR Kongo | 22:38 | ***   | 32:31 | 10:0 | 2 | 0 | 1 | 64:69 | 4 |
| 3. | Angola   | 29:34 | 31:32 | ***   | 10:0 | 1 | 0 | 2 | 70:66 | 2 |
| 4. | Kapverdy | 0:10  | 0:10  | 0:10  | ***  | 0 | 0 | 3 | 0:30  | 0 |

Zápasy
| 21. ledna 2021 18:00 | Angola                         | 31-32   | DR Kongo                  | Dr. Moustafa Sports Hall, Gíza Rozhodčí: Emam, Hedaia (EGY) |
| 21. ledna 2021 18:00 | Edvaldo L. Da Silva Ferreira 8 | (15-13) | Johan Kiangebeni Kawola 8 | Dr. Moustafa Sports Hall, Gíza Rozhodčí: Emam, Hedaia (EGY) |
| 21. ledna 2021 18:00 | 2× 1×                          | Report  | 5× 1×                     | Dr. Moustafa Sports Hall, Gíza Rozhodčí: Emam, Hedaia (EGY) |

| 23. ledna 2021 18:00 | Tunisko         | 38-22   | DR Kongo                  | Dr. Moustafa Sports Hall, Gíza Rozhodčí: Grillo, Lenci (ARG) |
| 23. ledna 2021 18:00 | Ghassen Toumi 7 | (17-13) | Gauthier Mvumbi Thierry 5 | Dr. Moustafa Sports Hall, Gíza Rozhodčí: Grillo, Lenci (ARG) |
| 23. ledna 2021 18:00 | 4×              | Report  | 2×                        | Dr. Moustafa Sports Hall, Gíza Rozhodčí: Grillo, Lenci (ARG) |

| 25. ledna 2021 18:00 | Tunisko       | 34-29   | Angola                                              | Dr. Moustafa Sports Hall, Gíza Rozhodčí: Kolahdouzan, Mousavian (IRI) |
| 25. ledna 2021 18:00 | Issam Rzig 12 | (14-13) | Rome Antonio Diogo Hebo 7, Claudio Carneiro Lopes 7 | Dr. Moustafa Sports Hall, Gíza Rozhodčí: Kolahdouzan, Mousavian (IRI) |
| 25. ledna 2021 18:00 | 8× 1×         | Report  | 3× 1×                                               | Dr. Moustafa Sports Hall, Gíza Rozhodčí: Kolahdouzan, Mousavian (IRI) |

#### Skupina 2
|    |             | AUS   | CHI   | KOR   | MAR   | V | R | P | Skóre  | B |
| 1. | Rakousko    | ***   | 33:31 | 36:22 | 36:29 | 3 | 0 | 0 | 105:82 | 6 |
| 2. | Chile       | 31:33 | ***   | 28:17 | 44:33 | 2 | 0 | 1 | 103:83 | 4 |
| 3. | Maroko      | 22:36 | 17:28 | ***   | 32:25 | 1 | 0 | 2 | 71:89  | 2 |
| 4. | Jižní Korea | 29:36 | 33:44 | 25:32 | ***   | 0 | 0 | 3 | 87:112 | 0 |

Zápasy
| 20. ledna 2021 15:30 | Chile              | 44-33   | Jižní Korea    | New Capital Sports Hall, Káhira Rozhodčí: Belkhiri, Hamidi (ALG) |
| 20. ledna 2021 15:30 | Rodrigo Salinas 12 | (24-17) | Jinyoung Kim 8 | New Capital Sports Hall, Káhira Rozhodčí: Belkhiri, Hamidi (ALG) |
| 20. ledna 2021 15:30 | 4× 2×              | Report  | 5×             | New Capital Sports Hall, Káhira Rozhodčí: Belkhiri, Hamidi (ALG) |

| 20. ledna 2021 18:00 | Rakousko            | 36-22   | Maroko           | New Capital Sports Hall, Káhira Rozhodčí: Brunner, Salah (SUI) |
| 20. ledna 2021 18:00 | Sebastian Frimmel 9 | (17-14) | Reida Rezzouki 7 | New Capital Sports Hall, Káhira Rozhodčí: Brunner, Salah (SUI) |
| 20. ledna 2021 18:00 | 5× 2×               | Report  | 4×               | New Capital Sports Hall, Káhira Rozhodčí: Brunner, Salah (SUI) |

| 22. ledna 2021 15:30 | Maroko                | 32-25   | Jižní Korea    | New Capital Sports Hall, Káhira Rozhodčí: Jorum, Kleven (NOR) |
| 22. ledna 2021 15:30 | Nacym Hamed Fougani 7 | (15-14) | Jinyoung Kim 9 | New Capital Sports Hall, Káhira Rozhodčí: Jorum, Kleven (NOR) |
| 22. ledna 2021 15:30 | 5× 2× 1×              | Report  | 4×             | New Capital Sports Hall, Káhira Rozhodčí: Jorum, Kleven (NOR) |

| 22. ledna 2021 18:00 | Rakousko            | 33-31   | Chile              | New Capital Sports Hall, Káhira Rozhodčí: Brunner, Salah (SUI) |
| 22. ledna 2021 18:00 | Sebastian Frimmel 8 | (14-15) | Erwin Feuchtmann 9 | New Capital Sports Hall, Káhira Rozhodčí: Brunner, Salah (SUI) |
| 22. ledna 2021 18:00 | 8× 1×               | Report  | 7× 1×              | New Capital Sports Hall, Káhira Rozhodčí: Brunner, Salah (SUI) |

| 24. ledna 2021 15:30 | Maroko            | 17-28   | Chile             | New Capital Sports Hall, Káhira Rozhodčí: Pavicevic, Raznatovic (MNE) |
| 24. ledna 2021 15:30 | Amine Harchaoui 6 | (12-14) | Esteban Salinas 7 | New Capital Sports Hall, Káhira Rozhodčí: Pavicevic, Raznatovic (MNE) |
| 24. ledna 2021 15:30 | 6× 2×             | Report  | 4×                | New Capital Sports Hall, Káhira Rozhodčí: Pavicevic, Raznatovic (MNE) |

| 24. ledna 2021 18:00 | Jižní Korea                  | 29-36   | Rakousko            | New Capital Sports Hall, Káhira Rozhodčí: Emam, Hedaia (EGY) |
| 24. ledna 2021 18:00 | Jinyoung Kim 4, Jungu Kang 4 | (14-18) | Julian Pratschner 9 | New Capital Sports Hall, Káhira Rozhodčí: Emam, Hedaia (EGY) |
| 24. ledna 2021 18:00 | 1×                           | Report  | 3× 2×               | New Capital Sports Hall, Káhira Rozhodčí: Emam, Hedaia (EGY) |

O 25. místo
| 27. ledna 2021 18:30 | Tunisko | 37–33 | Rakousko | New Capital Sports Hall, New Administrative Capital |
| 27. ledna 2021 18:30 | (19–16) |       |          | New Capital Sports Hall, New Administrative Capital |
| 27. ledna 2021 18:30 | Report  |       |          | New Capital Sports Hall, New Administrative Capital |

O 27. místo
| 27. ledna 2021 16:00 | DR Kongo | 30–35 | Chile | New Capital Sports Hall, New Administrative Capital |
| 27. ledna 2021 16:00 | (13–18)  |       |       | New Capital Sports Hall, New Administrative Capital |
| 27. ledna 2021 16:00 | Report   |       |       | New Capital Sports Hall, New Administrative Capital |

O 29. místo
| 27. ledna 2021 18:30 | Angola  | 29–30 | Maroko | Dr Hassan Moustafa Indoor Sports Complex, Město 6. října |
| 27. ledna 2021 18:30 | (14–13) |       |        | Dr Hassan Moustafa Indoor Sports Complex, Město 6. října |
| 27. ledna 2021 18:30 | Report  |       |        | Dr Hassan Moustafa Indoor Sports Complex, Město 6. října |

O 31. místo
| 27. ledna 2021 | Kapverdy | 0-10 kontumace | Jižní Korea |  |
| 27. ledna 2021 |          |                |             |  |
| 27. ledna 2021 |          |                |             |  |

### Čtvrtfinále
| 27. ledna 2021 17:30 | Dánsko  | 39-38 PP | Egypt | Cairo Stadium Indoor Halls Complex, Káhira |
| 27. ledna 2021 17:30 | (16-13) |          |       | Cairo Stadium Indoor Halls Complex, Káhira |
| 27. ledna 2021 17:30 | Report  |          |       | Cairo Stadium Indoor Halls Complex, Káhira |

| 27. ledna 2021 20:30 | Švédsko | 35-23 | Katar | Cairo Stadium Indoor Halls Complex, Káhira |
| 27. ledna 2021 20:30 | (14-10) |       |       | Cairo Stadium Indoor Halls Complex, Káhira |
| 27. ledna 2021 20:30 | Report  |       |       | Cairo Stadium Indoor Halls Complex, Káhira |

| 27. ledna 2021 20:30 | Španělsko | 31-26 | Norsko | New Capital Sports Hall, New Capital |
| 27. ledna 2021 20:30 | (21-15)   |       |        | New Capital Sports Hall, New Capital |
| 27. ledna 2021 20:30 | Report    |       |        | New Capital Sports Hall, New Capital |

| 27. ledna 2021 20:30 | Francie | 35-32 PP | Maďarsko | Borg El Arab Sports Hall, Borg El Arab |
| 27. ledna 2021 20:30 | (12-14) |          |          | Borg El Arab Sports Hall, Borg El Arab |
| 27. ledna 2021 20:30 | Report  |          |          | Borg El Arab Sports Hall, Borg El Arab |

### Semifinále
| 29. ledna 2021 18:30 | Francie | 26-32 | Švédsko | Cairo Stadium Indoor Halls Complex, Káhira |
| 29. ledna 2021 18:30 | (13-16) |       |         | Cairo Stadium Indoor Halls Complex, Káhira |
| 29. ledna 2021 18:30 | Report  |       |         | Cairo Stadium Indoor Halls Complex, Káhira |

| 29. ledna 2021 21:30 | Španělsko | 33-35 | Dánsko | Cairo Stadium Indoor Halls Complex, Káhira |
| 29. ledna 2021 21:30 | (16-18)   |       |        | Cairo Stadium Indoor Halls Complex, Káhira |
| 29. ledna 2021 21:30 | Report    |       |        | Cairo Stadium Indoor Halls Complex, Káhira |

### O 3. místo
| 31. ledna 2021 | Španělsko | 35-29 | Francie | Cairo Stadium Indoor Halls Complex, Káhira |
| 31. ledna 2021 | (16-13)   |       |         | Cairo Stadium Indoor Halls Complex, Káhira |
| 31. ledna 2021 | Report    |       |         | Cairo Stadium Indoor Halls Complex, Káhira |

### Finále
| 31. ledna 2021 | Dánsko          | 26-24   | Švédsko        | Cairo Stadium Indoor Halls Complex, Káhira |
| 31. ledna 2021 | Mikkel Hansen 7 | (13-13) | Hampus Wanne 5 | Cairo Stadium Indoor Halls Complex, Káhira |
| 31. ledna 2021 | Report          |         |                | Cairo Stadium Indoor Halls Complex, Káhira |

## Konečné pořadí
Pro umístění týmů na 5.–16. místě, tj. vyřazené osmifinalisty a čtvrtfinalisty, bylo rozhodujícím kritériem počet získaných bodů proti prvním čtyřem týmům šampionátu ze zápasů v základních skupinách.
| Poř.             | tým                        |
| ---------------- | -------------------------- |
| Zlatá medaile    | Dánsko                     |
| Stříbrná medaile | Švédsko                    |
| Bronzová medaile | Španělsko                  |
| 4.               | Francie                    |
| 5.               | Maďarsko                   |
| 6.               | Norsko                     |
| 7.               | Egypt                      |
| 8                | Katar                      |
| 9.               | Slovinsko                  |
| 10.              | Portugalsko                |
| 11.              | Argentina                  |
| 12               | Německo                    |
| 13               | Polsko                     |
| 14               | Ruská házenkářská federace |
| 15.              | Chorvatsko                 |
| 16.              | Švýcarsko                  |
| 17.              | Bělorusko                  |
| 18.              | Brazílie                   |
| 19.              | Japonsko                   |
| 20.              | Island                     |
| 21.              | Bahrajn                    |
| 22.              | Alžírsko                   |
| 23.              | Severní Makedonie          |
| 24.              | Uruguay                    |
| 25.              | Tunisko                    |
| 26.              | Rakousko                   |
| 27.              | Chile                      |
| 28.              | DR Kongo                   |
| 29.              | Maroko                     |
| 30.              | Angola                     |
| 31.              | Jižní Korea                |
| 32.              | Kapverdy                   |